# María Fernanda Espinosa
María Fernanda Espinosa Garcés (Salamanca, España, 7 de septiembre de 1964) es una lingüista, poetisa, política y diplomática ecuatoriana. Actualmente, directora ejecutiva de GWL Voices, organización sin fines de lucro dedicada a construir un sistema internacional con equidad de género. Fue asesora en biodiversidad y pueblos indígenas (1999-2005) y directora regional para América del Sur (2005-2007) de la Unión Internacional para la Conservación de la Naturaleza (UICN), ministra de Relaciones Exteriores del Ecuador en dos ocasiones, entre el 2007 y 2008 y luego entre el 2017 y 2018.Fue embajadora, representante permanente ante las Naciones Unidas en Nueva York (2008-2009) y en Ginebra (2014-2017), y Ministra de Defensa Nacional del Ecuador (2012-2014). En junio de 2018 fue elegida por votación de dos tercios de los Estados miembros como Presidenta de la Asamblea General de las Naciones Unida. Espinosa Garcés se convirtió en la cuarta mujer en setenta y tres años de historia de las Naciones Unidas en ser elegida Presidenta de la Asamblea General. Además de su carrera política, también es poeta y ensayista.

## Biografía
Nació en Salamanca, España el 7 de septiembre de 1964 mientras sus padres estudiaban en la ciudad. Su padre, César Espinosa Ortiz, es abogado y exfuncionario del Banco Central. Espinosa completó sus estudios en Quito en el liceo francés La Condamine y se graduó a principios de la década de 1980. Habla con fluidez español francés e inglés y tiene conocimientos de portugués. Además, tiene intereses en la poesía y la ecología. 

### Educación
Tiene una maestría en Ciencias Sociales y Estudios Amazónicos. También posee un título de posgrado en Antropología y Ciencia Política de la Facultad Latinoamericana de Ciencias Sociales,  Quito, y una licenciatura en Lingüística Aplicada de la Pontificia Universidad Católica del Ecuador. Además como poeta, ganó el "Premio Nacional de Poesía del Ecuador" en 1990.

### Problemas con Ph.D.
En hojas de vida en instituciones de gobierno y en publicaciones oficiales de la ONU se señaló que tenía un Ph.D. de Rutgers University (Estados Unidos). Sin embargo, en los archivos de esta universidad no se encuentra su disertación. La universidad ha declarado que Espinosa Garcés fue estudiante de 1994-2000, pero que no completó los requerimientos para alcanzar el Ph.D. Aún se encuentra abierto este proceso de validación.

## Trayectoria
Durante los primeros años de su carrera, Espinosa Garcés fue fundadora y dirigió el programa de estudios socioambientales de la Facultad Latinoamericana de Ciencias Sociales (FLACSO) en Quito (1996-1999). Antes, trabajó como consultora de UNICEF en Níger (1994), en proyecto piloto del Ministerio de Educación para mejorar la educación ambiental y en el desarrollo de experiencia piloto en atención primaria ambiental con mujeres rurales. Trabajó además como consultora del Panel Intergubernamental de Bosques de las Naciones Unidas, Nueva York (1995). Fue oficial de proyectos de la Fundación Natura del Ecuador (1989 - 1990).
Entre 1999 y 2005, María Fernanda Espinosa trabajó como asesora en biodiversidad y pueblos indígenas de la Unión Internacional para la Conservación de la Naturaleza UICN, en procesos internacionales de negociación sobre medio ambiente relacionados con biodiversidad, recursos genéticos, conocimientos tradicionales y derechos de propiedad intelectual. En el 2005 fue nombrada directora regional de UICN para América del Sur, cargo al cual renunció para unirse al gobierno de Rafael Correa en enero de 2007.

### Gobierno de Rafael Correa
El 15 de enero de 2007, el presidente del Ecuador, Rafael Correa la nombró como su primera ministra de Relaciones Exteriores, cargo que ejerció hasta el 7 de diciembre de este año. Espinosa se incorporó como Asesora Especial del Presidente de la Asamblea Constituyente del Ecuador, Alberto Acosta de diciembre de 2007 a febrero de 2008, cuando fue nombrada como la primera mujer representante permanente del Ecuador ante las Naciones Unidas. Espinosa Garcés presentó sus credenciales como representante Permanente el 7 de marzo de 2008, cargo que ocupó hasta octubre de 2009. 
En sus funciones como embajadora en Nueva York, fue nombrada por el presidente de la Asamblea General como Co-facilitadora del Grupo de Trabajo Especial sobre la Revitalización de la Labor de la Asamblea General. Adicionalmente, dirigió la participación del Ecuador en las negociaciones sobre el rol de las Naciones Unidas para enfrentar la crisis financiera internacional que llevó a la convocatoria de la Conferencia sobre la crisis financiera y económica mundial y sus efectos en el desarrollo, celebrada en junio de 2009.
Desde octubre de 2009 hasta noviembre de 2012, fue Ministra Coordinadora de Patrimonio Cultural y Natural.Como Ministra Coordinadora, María Fernanda Espinosa actuó como jefa de gabinete sectorial de un sector de gobierno integrado por el Ministerio de Ambiente; el Ministerio de Cultura; el Ministerio de Deportes; el Ministerio de Turismo; y el Consejo de Gobierno de las Islas Galápagos, órgano de gobierno del archipiélago de las Galápagos, del cual fue su presidenta. Durante estos años, Espinosa fue la jefa negociadora del Ecuador en cambio climático y coordinadora de la Iniciativa Yasuní ITT. Además, Espinosa actuó como presidenta de la Empresa Pública de Ferrocarriles del Ecuador. 
En noviembre de 2012 fue nombrada Ministra de Defensa Nacional cuando el ministro Miguel Carvajal renunció para postularse para las elecciones de la Asamblea Nacional de 2013. Es la tercera mujer en dirigir el Ministerio de Defensa Nacional después de Guadalupe Larriva y Lorena Escudero. Renunció como Ministra el 23 de septiembre de 2014.
En octubre de 2014, Espinosa fue nombrada Representante Permanente del Ecuador ante las Naciones Unidas en Ginebra. En su calidad de Representante Permanente, fue elegida presidenta del grupo del Consejo de Derechos Humanos para la negociación de un instrumento vinculante sobre transnacionales y derechos humanos. Su trabajo marcó un hito en las deliberaciones del Consejo, ya que por primera vez se discutían las implicaciones del rol de las transnacionales frente a los derechos humanos, para ser considerados en un instrumento jurídicamente vinculante. Como representante ante el Consejo de Derechos Humanos, defendió como un asunto de derecho internacional y de derechos humanos, la posición del Gobierno del Ecuador al otorgarle asilo político a Julian Assange en agosto de 2012.

### Gobierno de Lenín Moreno
Nuevamente es designada como ministra de relaciones exteriores por Lenín Moreno en mayo de 2017. Además de ministra de exteriores, también fue designada como coordinadora del gabinete externo del gobierno, encargada de asegurar la planificación y coordinación de políticas para la inversión extranjera, las políticas comerciales y la promoción internacional de Ecuador. Este gabinete estaba integrado por el Ministerio de Asuntos Exteriores, Ministerio de Comercio Exterior, Ministerio de Turismo, Ministerio de Medio Ambiente y Ministerio de Cultura y Patrimonio. Sectores políticos nacionales la criticaron por posiciones ambiguas en problemas internos de otras naciones como son la crisis venezolana y las protestas en Nicaragua y por continuar con posiciones políticas internacionales del gobierno de Rafael Correa.  
A principios de enero de 2018 fue incluida por el presidente Moreno como segunda en la terna para elegir al nuevo Vicepresidente de la República, luego de que el vicepresidente Jorge Glas quedará cesado de sus funciones al ausentarse del cargo por más de tres meses debido a su supuesta implicación en el Caso Odebrecht. La terna incluyó además a la ministra de vivienda María Alejandra Vicuña y a la ministra de justicia Rosana Alvarado. El 6 de enero se llevó a cabo la votación en la Asamblea Nacional y se eligió como Vicepresidenta Constitucional a la ministra Vicuña.

### Presidencia del 73.º Período de Sesiones de la Asamblea General de las Naciones Unidas
En junio de 2018 compitió en un proceso de elección con la representante permanente de Honduras ante las Naciones Unidas, Mary Flores, para asumir la Presidencia de la Asamblea General de la ONU del período 2018-2019. Se trata de la primera ocasión en que la elección se produce después de un diálogo interactivo entre las candidatas durante el cual pudieron exponer la visión general de lo que sería su mandato. El 5 de junio de 2018 fue elegida con 128 a favor y 62 a favor de la Flores. Espinosa Garcés se convirtió en la primera mujer de América Latina y el Caribe y la cuarta a nivel mundial en ocupar el cargo.María Fernanda Espinosa se posesionó en septiembre de 2018 en relevo al eslovaco Miroslav Lajcak.
Durante su gestión como Presidenta, la Asamblea General negoció y aprobó 341 resoluciones relacionadas con paz y la seguridad, medio ambiente, cambio climático, derechos humanos, desarrollo sostenible, financiación para el desarrollo, cooperación Sur-Sur, igualdad de género, migración y refugiados, entre otros temas de relevancia mundial. Espinosa organizó su gestión en torno a siete áreas prioritarias: trabajo decente, migración y refugiados, acción medioambiental y cambio climático, revitalización de las Naciones Unidas, juventud, paz y seguridad, igualdad de género y derechos de las personas con discapacidad. 
Creó un grupo consultivo sobre igualdad de género compuesto por destacadas mujeres líderes de distintas partes del mundo y convocó, por primera vez en la historia de la Organización, el evento de alto nivel, Mujeres en el Poder, que reunió a mujeres Jefas de Estado y de Gobierno para hacer avanzar la agenda de igualdad y promover la participación política de las mujeres.
Durante su gestión se destaca su coordinación para finalizar acuerdos de los Estados miembros y la facilitación de la adopción de la Declaración de las Naciones Unidas sobre los Derechos de los Campesinos, del Pacto Mundial para una Migración Segura, Ordenada y Regular y del Pacto Mundial sobre los Refugiados. Adicionalmente, coordinó y presidió importantes actos de alto nivel, como la Cumbre de Paz de Nelson Mandela. 
Espinosa lanzó el Año Internacional de las Lenguas Indígenas en febrero de 2019 y encabezó el evento de alto nivel sobre cultura y desarrollo sostenible en mayo de 2019. De igual forma, dedicó especial atención a las reuniones de alto nivel sobre países de renta media y desigualdades y desarrollo sostenible en diciembre de 2018. También organizó un evento de alto nivel sobre el mercado internacional de productos básicos y la cooperación y la lucha contra los flujos financieros ilícitos en mayo de 2019.
Espinosa nombró a 38 representantes permanentes de igual número de países, de los cuales 18 eran mujeres, como co-facilitadores de negociaciones intergubernamentales de los grupos de trabajo de la Asamblea General. Estableció además lo que llegó a conocerse como "Mañanas de Minga" como práctica periódica de diálogos informales y extraoficiales con los representantes permanentes. Estas reuniones tenían como objetivo hacer avanzar la agenda de la Asamblea General en temas percibidos como polémicos, delicados o urgentes.
Promovió una campaña mundial contra los plásticos de un solo uso denominada "Play It Out", como una de las mayores amenazas para la salud de los océanos y del medio ambiente. Consiguió que varios Estados adoptaran medidas concretas para eliminar progresivamente su eliminación. Como parte de esta campaña, se destaca que logró la eliminación del uso de plásticos de un solo uso en las sedes de las Naciones Unidas. 

### Activista Internacional
Después de su Presidencia en las Naciones Unidas, entre 2020 y 2021 Espinosa fue residente y actualmente es asociada de la Academia Robert Bosch en Berlín, donde se centró en la investigación y el intercambio político y académico en temas sobre la Reforma de la ONU y el Multilateralismo. Actualmente es embajadora de Buena Voluntad del Fondo para el Desarrollo de Pueblos Indígenas de América Latina y el Caribe (FILAC) y de la Casa Común de la Humanidad y ocupa varios cargos en iniciativas y consejos de administración de organismos internacionales, entre ellos:
- Presidenta de Cities Alliance.
- Miembro y Directora Ejecutiva de GWL Voices.
- Miembro del Consejo de Administración del Centro Internacional Nizami Ganjavi.
- Miembro del Consejo de Administración del International Crisis Group. 
- Miembro del Consejo Asesor de Alto Nivel de la Alianza de Civilizaciones de las Naciones Unidas.
- Miembro del Consejo Asesor de las Naciones Unidas sobre Seguridad Humana.
- Miembro del Panel Asesor del Informe sobre Desarrollo Humano del PNUD en Seguridad Humana. 
- Miembro del Comité Asesor de la COP29 en Bakú.
- Miembro de la Junta Consultiva de Seguridad Humana de las Naciones Unidas.
- Presidenta del Consejo de Administración de Women in Global Health. 
- Comisaria de la Comisión Mundial sobre la Economía del Agua.
- Copresidenta de la Coalición por la ONU We Need.
- Copresidenta de la iniciativa Reducción de la Deuda para una Recuperación Verde e Inclusiva.
- Copresidenta de la Comisión de Gobernanza Climática.
- Miembro del Consejo Asesor del Foro Humanitario Mundial. 
- Miembro del Grupo Asesor Político del Movimiento para la Cobertura Sanitaria Universal 2030.
- Miembro del Consejo de Administración y Patrono del Foro Mundial de la Sostenibilidad. 
- Miembro del Consejo Global sobre Desigualdad, sida y Pandemias.  
- Miembro del Comité Estratégico del Panel Científico para la Amazonía de SDSN. 
- Miembro del Comité de Directores y Patrocinadores del Foro Mundial de Sostenibilidad.  
- Miembro del Comité Directivo Multisectorial del proceso Beijing + 25 y del Foro de Generación de Igualdad. 
-  Asesora UBUNTU para Ciudades y Gobiernos Locales Unidos.  
- Consejera del Consejo Mundial del Futuro.
- Miembro fundador del Centro de Estudios de las Naciones Unidas de la Universidad de Buckingham.
- Miembro de la Junta del Programa Ciudades RISE de la Fundación BMW Herbert Quandt.
- Miembro del Consejo Asesor del Centro Internacional para el Futuro de la Ciencia.
- Miembro Asesor del Consejo Asesor del Presidente del Club G100.
- Asesor del Comité Consultivo del Club de Madrid.
- Miembro del Consejo Asesor para América Latina de PRISA.
- Miembro de la Academia Mundial de las Artes y las Ciencias.

## Reconocimientos
Orden del Quinto Sol, del Fondo para el Desarrollo de Pueblos Indígenas de América Latina y el Caribe (FILAC), por su contribución al avance de la agenda de los derechos de los Pueblos Indígenas. Octubre de 2021.
Premio Sir Brian Urquhart, de la Asociación de las Naciones Unidas del Reino Unido, por Servicios Distinguidos a la ONU. Octubre de 2021.
Premio 2020 Sundance Film Festival Women's Leadership Celebration. Enero de 2020.
Premio Rehabilitación Internacional 2019 a los logros destacados en innovación, por su labor innovadora en la promoción de los derechos de las personas con discapacidad en todo el mundo.
Declarada por la BBC como una de las 100 Mujeres inspiradoras e influyentes de todo el mundo para 2019.
Medalla al Mérito Atahualpa, clase Gran Cruz, 24 de septiembre de 2014; entregada por las Fuerzas Armadas de Ecuador por su contribución a su proceso de modernización.
La condecoración de Honor de la Orden "El Sol del Perú", clase Gran Cruz, 23 de febrero de 2007. 
Beca Democratizing Science de la UICN-Ford Foundation, febrero de 2001. 
Beca para Investigadores Sénior, Conferencia de la Asociación de Estudios Latinoamericanos (LASA), marzo de 2000. 
Beca Anual de la Society of Women Geographers, 1999-2000. 
Beca de la Fundación Rockefeller: Centro de Análisis Crítico de la Cultura Contemporánea, Universidad de Rutgers, otoño de 1996 - primavera de 1997. 
Beca Ford Foundation-LASPAU: Ford-Amazon Fund, otoño de 1994 - otoño de 1996 para estudios doctorales. 
Beca de la Fundación Ford, FLACSO, 1991 – 1993 para estudios de posgrado. 
Beca de Investigación de la GTZ: Agencia Alemana de Cooperación Técnica para trabajo de campo de la Tesis Doctoral, verano de 1997. 
Beca de Investigación para financiar la investigación de la Tesis de Maestría, otorgada por Fundación Natura Quito, Ecuador, 1993. 
Premio Nacional de Poesía del Ecuador, 1990.

## Trabajo Académico y Conferencias
María Fernanda Espinosa fundó y dirigió el Programa de Estudios Socioambientales en FLACSO-Ecuador durante aproximadamente diez años. Su experiencia docente incluye cursos sobre teoría del desarrollo, desarrollo sostenible, multilateralismo y negociaciones internacionales. Como profesora visitante y conferencista, ha impartido clases en alrededor de 30 universidades en Estados Unidos, Europa, África, Asia y América Latina.

## Poesía
María Fernanda Espinosa ha publicado cinco libros de poesía. Algunos de ellos son: Geografías Torturadas (2013), Antología (2005), Loba Triste (2000), Tatuaje de Selva (1992) y Caymándote (1990).
Su obra y su nombre también han sido parte de antologías ecuatorianas e internacionales, tales como: Poetas de la emoción, 20 poetas ecuatorianos vivos (2012); Poesía Ecuatoriana Contemporánea: De César Dávila Andrade a nuestros días, Antología (2011); Poesía en Paralelo, II Encuentro de poetas en Ecuador (2010); Antología de Poesía, Selección de Iván Carvajal, Raúl Pacheco (2009); Casa de Luciérnagas, Antología de Poetas Latinoamericanas de hoy, compilada por Mario Campaña (2007); La palabra vecina, Encuentro de Escritores Perú-Ecuador (2008); Mujeres poetas en el país de las nubes, colección Vitzu, México (2003); Revista Alforja, México (2002); Hueso Húmero de Perú (2004); Jorge Carrera Andrade, provocador e insurgente, Memorias del Octavo Encuentro de Literatura Ecuatoriana (2002); Antología Bilingüe de Poetas Ecuatorianos, Universidad de Rochester (1997); Entre el Silencio de las Voces, Antología de Poetas Ecuatorianos Contemporáneos (1997); Hispanoamérica, Universidad de Maryland (1996); International Poetry Review, 20th Anniversary, Spring 1995; Collages y Bricolajes (1993).

| Predecesor: Alex Rivas      | Ministra Coordinadora de Patrimonio Natural y Cultural del Ecuador 19 de octubre de 2009 - 28 de noviembre de 2012              | Sucesor: María Belén Moncayo    |
| Predecesor: Miguel Carvajal | Ministra de Defensa Nacional del Ecuador 28 de noviembre de 2012 - 23 de septiembre de 2014                                     | Sucesor: Fernando Cordero Cueva |
| Predecesor: Guillaume Long  | Ministra de Relaciones Exteriores y Movilidad Humana del Ecuador 24 de mayo de 2017 - 11 de junio de 2018                       | Sucesor: José Valencia          |
| Predecesor: Ricardo Patiño  | Segunda Vicepresidenta de Alianza País 23 de noviembre de 2017 - 19 de julio de 2018                                            | Sucesor: Ricardo Zambrano       |
| Predecesor: Miroslav Lajčák | Presidenta de la Asamblea General de la Organización de las Naciones Unidas 18 de septiembre de 2018 - 17 de septiembre de 2019 | Sucesor: Tijjani Muhammad-Bande |